# Thréonine déshydrogénase
La thréonine déshydrogénase est une oxydoréductase qui catalyse la réaction :
L-thréonine + NAD+  {\displaystyle \rightleftharpoons }  L-2-amino-3-oxobutanoate + NADH + H+.
Cette enzyme intervient avec la glycine C-acétyltransférase (EC 2.3.1.29) dans la dégradation de la thréonine en glycine.